# Eva Olsson (fysiker)
Eva Olsson, född 12 oktober 1960, är en svensk fysiker.
Eva Olsson är professor i experimentell fysik på Chalmers tekniska högskola i Göteborg, vid institutionen Fysik. 
2013 beviljades Eva Olsson, tillsammans med kollegor från Chalmers och SIK, Institutet för Livsmedel och Bioteknik AB, ett anslag om 33 miljoner kronor från Knut och Alice Wallenbergs Stiftelse till nationellt viktig forskningsinfrastruktur vid Sveriges universitet. Anslaget gick till inköp av så kallad mjuk mikroskopi. Mjuka och halvhårda material är, till skillnad mot hårda material, svåra att undersöka i mikroskop.
Eva Olsson leder en avdelning, Eva Olsson Group, på Chalmers.
2019 beviljades hon, tillsammans med kollegor på Chalmers och Umeå universitet, ett projektanslag på 25 miljoner kronor från Knut och Alice Wallenbergs Stiftelse. Projektet ”Plasmon-exciton coupling at the attosecond-subnanometer scale: Tailoring strong light-matter interactions at room temperature” handlar om att utforska mötet mellan ljus och materia i rumstemperatur. 
Eva Olsson invaldes 2011 som ledamot i Vetenskapsakademien.

### Vetenskapliga artiklar
Eva Olsson har publicerat mer än 450 vetenskapliga artiklar (2019) och har ett h-index på 51, vilket innebär att hon är medförfattare till minst 51 artiklar som vardera citerats minst 51 gånger.